# Lineus nigrobrunneus
Lineus nigrobrunneus är en djurart som tillhör fylumet slemmaskar, och som beskrevs av Bergendal 1903. Enligt Catalogue of Life ingår Lineus nigrobrunneus i släktet Lineus och familjen Lineidae, men enligt Dyntaxa är tillhörigheten istället släktet Lineus, och ordningen Heteronemertea. Det är osäkert om arten förekommer i Sverige. Inga underarter finns listade i Catalogue of Life.